# Assedio di Candia
L'assedio di Candia fu un episodio della guerra di Candia combattuta tra Venezia e l'Impero ottomano per il possesso di Creta, durante il quale la città di Candia, capitale dell'isola, subì un estenuante assedio, il secondo più lungo della storia dopo l'Assedio di Ceuta (1694–1727), durato 21 anni, dal 1648 al 1669, e terminato con la conquista turca della città e dell'isola.

## Prologo
I cavalieri ospitalieri di Malta nel 1644 si impadronirono di un galeone turco contenente una gran quantità di oro, trenta donne e una cinquantina di greci. Decisero di approdare nella rada di Kalismene, sulla costa meridionale dell'isola di Creta, per approvvigionarsi d'acqua e liberare i loro confratelli cristiani. Dato che i Cavalieri Ospitalieri di Malta venivano considerati come pirati dal sultano Ibrahim, egli si sdegnò contro i veneziani per la supposta connivenza.
Il sultano ordinò alla sua flotta di attaccare Malta. In realtà era una finta: il 30 aprile 1645 la flotta, composta da 400 navi, 50 000 uomini e 70 grossi cannoni, volse verso l'isola di Creta per attaccare i veneziani. La Repubblica di Venezia aveva un ottimo sistema di spionaggio ed il bailo (ambasciatore) Giovanni Soranzo mandò ordine ad Andrea Corner, provveditore generale di Creta, di rinforzare le difese a causa di un imminente attacco.

## L'assedio
Dopo le iniziali scaramucce, nel maggio del 1648 iniziò per Candia il vero e proprio assedio. I turchi impiegarono tre mesi per completare il blocco da terra e dal mare della città, cui tagliarono i rifornimenti idrici.
Per i successivi 12 anni i turchi bombardarono incessantemente la città, senza riuscire ad aver ragione delle sue difese, rafforzate un secolo prima su progetto dell'architetto veronese Michele Sanmicheli, per quanto in parte compromesse dalla carenza di manutenzione.

Nel 1660 affluirono in difesa di quell'ultimo baluardo cristiano contingenti di volontari francesi agli ordini di Almerico d'Este, anche se formalmente guidati dai cavalieri ospitalieri per non danneggiare i rapporti diplomatico-commerciali di Parigi con l'impero ottomano.
Nel 1667 fu il Gran Visir in persona, Ahmed Köprülü, ad arrivare a Creta per condurre le operazioni d'assedio, che ricevette nuova linfa anche grazie ai preziosi consigli del colonnello veneziano disertore Andrea Barozzi. Da maggio a novembre 1667 avvennero 32 assalti e 17 sortite e morirono 3 200 veneziani e 20 000 turchi.

Nel 1668 il contingente di circa 600 gentiluomini francesi di Le Feuillade arrivò a rinforzare le difese di Candia, rendendosi protagonista di valorose ma anche avventate sortite che ne causarono velocemente la decimazione: i circa 230 superstiti ripartirono per la Francia nei primi giorni del 1669.

L'anno successivo arrivarono a Candia anche i 6 000 uomini di François de Beaufort e Philippe Nevailles: fu condotto un tentativo di spezzare l'assedio con un attacco congiunto da terra e dal mare del contingente francese e della flotta di Lazzaro Mocenigo, che però fallì. Il 24 luglio, durante tale tentativo, La Thérèse, nave da guerra francese da 900 tonnellate e 58 cannoni, affondò di fronte a Candia per un'esplosione accidentale della santabarbara: l'evento ebbe un effetto devastante sul morale dei difensori della città.

Anche a causa di dissidi con i comandanti veneziani, ad agosto i francesi lasciarono Candia; rimasero solo 3 600 uomini validi a difendere i bastioni.
Il 5 settembre 1669, dopo 22 anni di assedio, 29 000 caduti tra i difensori e 108 000 tra gli assedianti, il Capitano Generale da Mar Francesco Morosini, comandante delle forze veneziane, firmò la resa con l'onore delle armi e la possibilità per tutti i cristiani di lasciare la città senza portare nulla con sé.

La firma della resa da parte di Morosini senza la preventiva autorizzazione del Senato veneziano costò a quest'ultimo non poche difficoltà al rientro in patria e nella successiva carriera politica, anche se seppe riscattarsi in seguito nella Guerra di Morea sino a guadagnarsi il soprannome di Peloponnesiaco e ad accedere alla dignità dogale.
Si dice che papa Clemente IX cadde malato nell'ottobre di quell'anno alla notizia della caduta di Candia: morì nel dicembre 1669.